# 677 Ольтьє
677 Ольтьє (677 Aaltje) — астероїд головного поясу, відкритий 18 січня 1909 року.
Тіссеранів параметр щодо Юпітера — 3,249.